# Albertus Airport

i7
i11
i13
Der Albertus Airport (IATA-Code: FEP, ICAO-Code: KFEP) ist der Flughafen der Stadt Freeport im Stephenson County im US-amerikanischen Bundesstaat Illinois. Er liegt 7,5 km südöstlich der Stadt. Der Flugplatz befindet sich in Besitz der Stadt Freeport und wird für die Allgemeine Luftfahrt der Region an der Grenze der Staaten Illinois und Wisconsin genutzt.

## Lage
Der Albertus Airport liegt rund 40 km südlich der Grenze zu Wisconsin und rund 80 km westlich des Mississippi, der die Grenze zu Iowa bildet. Über die County Highways 12 und 11 hat der Albertus Airport Verbindung mit der Stadt Freeport.

## Ausstattung
Der Albertus Airport hat eine Gesamtfläche von rund 77 Hektar. Er verfügt über drei Landebahnen, von denen eine asphaltiert ist. Die beiden übrigen verfügen über einen Rasenbelag.

## Flugzeuge
Auf dem Flughafen sind insgesamt 62 Flugzeuge stationiert. Davon sind 53 einmotorige und vier mehrmotorige Propellermaschinen. Daneben sind dort noch vier Ultraleichtflugzeuge und ein Segelflieger stationiert. Es gibt täglich 55 Flugbewegungen.